# Želatinaza A
Želatinaza-a (EC 3.4.24.24, 72-kDa želatinaza, matrična metaloproteinaza 2, tip IV kolagenaza, 3/4 kolagenaza, matrična metaloproteinaza 5, 72 kDa želatinaža tip A, kolagenaza IV, kolagenaza tip IV, MMP 2, tip IV kolagen metaloproteinaza, tip IV kolagenaza/želatinaza, matrična metaloproteinaza 2) je enzim. Ovaj enzim katalizuje sledeću hemijsku reakciju
Razlaganje želatina tipa I i kolagena tipa IV, V, VII, X. Razlaganje kolagenu sličnih sekvenci Pro-Gln-Gli-Ile-Ala-Gly-Gln
Ova endopeptidaza pripada peptidaznoj familiji M10.

## Literatura
- Nicholas C. Price; Lewis Stevens (1999). Fundamentals of Enzymology: The Cell and Molecular Biology of Catalytic Proteins (Third изд.). USA: Oxford University Press. ISBN 019850229X.
- Eric J. Toone (2006). Advances in Enzymology and Related Areas of Molecular Biology, Protein Evolution (Volume 75 изд.). Wiley-Interscience. ISBN 0471205036.
- Branden C; Tooze J. Introduction to Protein Structure. New York, NY: Garland Publishing. ISBN 0-8153-2305-0.
- Irwin H. Segel. Enzyme Kinetics: Behavior and Analysis of Rapid Equilibrium and Steady-State Enzyme Systems (Book 44 изд.). Wiley Classics Library. ISBN 0471303097.
- William P. Jencks (1987). Catalysis in Chemistry and Enzymology. Dover Publications. ISBN 0486654605.

## Spoljašnje veze
- Gelatinase+A на 